# Evolutionäres Design
Evolutionäres Design (engl. evolutionary design, auch continuous design) ist ein Entwurfsansatz in der Softwareentwicklung und kommt überwiegend im Kontext des Extreme Programming zum Einsatz. Im Gegensatz zu geplantem Design propagieren die Befürworter des evolutionären Ansatzes die Entwicklung eines Softwaresystems in kleinen Schritten. Designelemente werden nur dann eingebaut, wenn sie zur Erfüllung der augenblicklichen Anforderungen wirklich notwendig sind. Design for the future wird vermieden, stattdessen vertraut man darauf, dass ein einfacher Entwurf sich auch auf einfache Weise an neue Anforderungen anpassen lässt. Die Weiterentwicklung des Design erfolgt durch Refaktorisierung.